# Новрузов, Мирза Гаджи-бек Али-бек оглы
Мирза Гаджи-бек Али-бек оглы Новрузов (Наврузов, азерб. Mirzə Hacı bəy Novruzov; 1832— 1902) — российский военный деятель, генерал-лейтенант, отец генерал-майора азербайджанской армии Теймур-бека Новрузова, старший брат героя русско-турецкой войны 1877—1878 годов полковника Керим-бека Новрузова.

## Биография
Родился в 20 июля 1832 году в селе Говлар Елизаветпольского уезда одноимённой губернии (ныне в Таузском районе Азербайджана). По одной версии происходил из старинного бекского рода Гянджи, по другой — из беков Тифлисской губернии. Воспитывался в частном учебном заведении. В 1847 году в службу вступил векилем (урядником) в Закавказский конно-мусульманский полк. 24 июня 1849 года произведён в прапорщики. В этом же году участвовал в Венгерской кампании. 
В 1852 году переведен корнетом в лейб-гвардии команду мусульман Собственного Его Императорского Величества Конвоя. С 11 апреля 1854 года поручик. В 1856 году поступил в соединенный из команд лейб-гвардии Кавказский эскадрон Конвоя. Штабс-ротмистр с 30 августа 1858 года. Приказом командующего Императорской Главной квартирой 7 марта 1859 года утверждён командиром 4-го взвода мусульман лейб-гвардии Кавказского эскадрона. Ротмистр с 30 августа 1862 года.
16 ноября 1862 года согласно его желания высочайшим приказом переведён в Кавказскую армию с зачислением по армейской кавалерии и переименованием в подполковники (старшинство с 30 августа 1862 года). По распоряжению Главнокомандующего Кавказской армией великого князя Михаила Николаевича 28 сентября 1863 года командирован в распоряжение Бакинского военного губернатора. В 1864—1865 исполнял должности Бакинского полицмейстера, Шушинского и Нухинcкого уездных начальников. 
14 апреля 1866 года состоящий по армейской кавалерии подполковник Новрузов высочайшим приказом был переведён в 16 драгунский Нижегородский полк Кавказской кавалерийской дивизии. В 1866—1871 гг. помощник командира полка по строевой части, одновременно командир 2 (1866—1868) и 1 (1868—1871) дивизионов полка. 8 октября 1868 года высочайшим приказом «за отличие по службе» произведён в полковники. В 1871 — 1874 командир резервного эскадрона 17 драгунского Северского полка.
19 ноября 1874 года Высочайшим приказом назначен командиром 15 драгунского Тверского полка. Участник русско-турецкой войны 1877—1878. 13 декабря 1878 года произведён в генерал-майоры. 24 марта 1879 года был назначен командиром 1-й бригады 3-й Кавказской кавалерийской дивизии. 15 мая того же года высочайшим приказом зачислен в 15-й драгунский Тверской Его Императорского Высочества Великого Князя Николая Николаевича полк с оставлением в настоящей должности. В марте 1883 года 3-я Кавказская кавалерийская дивизия была переименована во 2-ю Кавказскую казачью дивизию. Генерал-майор Новрузов был назначен командиром 1-й бригады 2-й Кавказской казачьей дивизии. 
С 1 марта 1893 года назначен был состоять при войсках Кавказского военного округа по армейской кавалерии. В том же году удостоен Знака отличия беспорочной службы в офицерских чинах (XL). 14 мая 1896 года произведён в генерал-лейтенанты. В 1899 году вышел в отставку и жил в Тифлисе.
Умер 14 января 1902 года. Похоронен был на мусульманском кладбище в Тифлисе.

## Награды
- Орден Святого Станислава 3 степени (1856)
- Орден Святой Анны 3 степени (1860)
- Орден Святой Анны 2 степени (1873)
- Орден Святого Владимира 4 степени с мечами и бантом (1877)
- Золотое оружие «За храбрость» (1878)[12]
- Орден Святого Владимира 3 степени с мечами (1877)
- Высочайшее благоволение (1878)
- Орден Святого Станислава 1 степени (1882)
- Орден Святой Анны 1 степени (1886)
- Орден Святого Владимира 2 степени (1891)
- Знак отличия беспорочной службы в офицерских чинах (XL) (1893)
- Орден Белого орла (1899)

Иностранные награды:
- Командорский крест Вюртембергского ордена короны с мечами (05.04.1871)
- Железный крест Пруссии (1871)